# ひま部
ひま部（ひまぶ）は、株式会社ナナメウエが開発、運営していた学生限定のソーシャル・ネットワーキング・サービスである。2015年5月1日にサービス開始、2019年12月31日を以ってサービスを終了した。
中学生以上の登録ユーザー数は約800万人、1日の投稿数は600万に達した。

## 対応OS
iOS版、Android版は専用アプリであり、パソコン版はブラウザアプリである。Windows Phone、Windows 10 Mobile、Fire Phoneなどはアプリが無いがひま部アカウントを持っている場合はパソコン版で利用可能である。
iOS
App Storeよりダウンロード可能。iOS 10以降のiPhone、iPad、iPod touchに対応
Android
Google Playよりダウンロード可能。Android 4.4以降のスマートフォン、タブレットに対応
パソコン版
パソコン版は実質ブラウザ版であり、パソコン以外のオペレーションシステムでも利用出来る。2019年1月リリース。パソコン版単体では利用不可能であり、iOS、もしくはAndroidよりひま部アカウントを作成しなければならない。メールアドレスとパスワードを使ったログインの他に、Twitter、LINEアカウントを使ったログインが利用可能。

## 歴史
- 2015年
  - 5月1日 - サービス開始[1]
  - 6月 - 部員数が1万8千人を突破[5]。
- 2019年
  - 1月 - ひま部パソコン版のベータ版をリリース[要出典]
  - 時期不明　- ひま部のパソコン版がベータでは無くなる
  - 4月 - 年齢偽装の対策として、学生証などの学生と証明できる証明書による年齢登録制度を開始[6]
  - 7月 - 7月31日のバージョン12.0にて動画をアップロードする機能を追加[7]
  - 10月30日 - サービス終了を発表[1]
  - 12月31日 - サービス終了[8][9]
- 2020年
  - 1月1日 - 全世代を対象としたサービスYay!がスタート[4][10]

## キャラクター
アルパカ
アルパカはひま部のメインキャラクターであり、運営のことを指す。アプリアイコンに使われている。ひま部内にあるチャット機能のスタンプにも登場。インターネットでアルパカのグッズの販売も行われている。運営としてユーザーに紛れてひま部をやってもいる。以前は色々なアルパカの種類が存在したが、現在では駆け出しアルパカのみになっている。
ペンペンズ
運営の手伝いという設定であり、ひま部を監視している。様々な種類のペンギンが存在する。ひま部内のチャット機能のスタンプにも登場。
- 茜ぺんぺん
- パリピぺんぺん
- キャリーぺんぺん
- 竹ぺんぺん

ゴミ虫くん
規約違反をしたユーザーに使われるキャラクター。可愛らしいアイコンをしてる反面ふざけすぎているという批判も存在する。

## 主な機能
学内
タイムライン。学年設定により同年代のつぶやきを見ることが出来る。つぶやくことも可能で200字まで可能。後述する推しメンの数が特定の数を超えた場合は画像も送信できるようになる。色文字が利用可能。そのほかYouTubeを載せる機能、アンケート機能などが存在している。
レター
特定のユーザーに最大200字のメッセージを送ることができる機能である。受け取ったレターを承認することで公開することも可能。
誰でも通話、誰でもビデオ通話
誰でも通話はタイムラインにて通話相手を募集し、通話をする機能である。最大12人まで通話に参加可能。誰でもビデオ通話はビデオ通話の機能である。
チャット
特定のユーザーと個人で最大200字のチャットを出来る機能である。ひま部のキャラクターであるアルパカやペンペンズのスタンプやgif画像も送信可能。画像も送信可能。通話も可能。近い年代同士とのみチャット出来るような安全対策が取られている。詳細については公式のページを参照。
サークル
特定の分野、趣味などを話し合うための場所である。推しメンの数が100を超えるユーザー若しくはVIPメンバーシップに登録してるユーザーのみサークルを作成可能で、サークルへの参加は自由。1つのサークルにつき最大18000人まで参加可能。

## トラブル防止のための対策
ひま部には年齢制限があり、中学生、高校生、大学生など学生のみが使用できる。学生以外は禁止とされている。学生ではなくなる以前に使用していた場合はその限りではない。
サービスの治安維持のために禁止行為が設定されている。禁止行為をしたユーザーはプロフィールをゴミ虫という名前にされ、凍結される。
2019年4月より年齢確認機能が追加され、ゴミ虫くん(凍結)にされると、次からは年齢確認しなければアカウントを再開出来なくなる仕様が追加された。
ひま部トラブル防止のためのデータ分析及び、安全なインターネット利用を促進する仕組みづくりに関して、株式会社ナナメウエと東京大学大学院工学系研究科システム創成学専攻鳥海研究室は共同でコミュニティアプリに関する研究を開始している。

### 学生以外の利用
学生限定であり、学生以外の利用は禁じられている。

### 他SNSの交換を禁止
ひま部外で発生するトラブル予防のため、人工知能によるパトロールを用いてLINEやカカオトークのID交換を防止するための対策である。

## 事件・不祥事
運営としての事件や不祥事などを記載。ひま部が起因とする利用者間での事件については§犯罪行為の発生と統計に記載。

### 著作権侵害問題
ひま部の機能、ひま部大図鑑にて有名アニメなどの画像を無断で使用された。画像を置き換えるなどの対策が取られた。

### 不適切表現問題
アカウント作成時に表示されるルールにて「キモいヤツがいたら即ブロック」、「出会い厨はサヨウナラ」など不適切な表現が多数あり、文章が置き換えられた。

## 犯罪行為の発生と統計
未成年の児童が巻き込まれるSNSを起因とする事件は平成29年（2017年）には1813件発生しており、その内181件はひま部に起因している。この数字はTwitterの695件に続く2番目に多い数字である。

平成30年（2018年）の警察庁発表の資料では未成年の児童が巻き込まれるSNSを起因とする事件は1811件発生しており、平成29年とほぼ横ばいであるが、ひま部に起因している事件は214件と増加している。前年と同様Twitterの718件に続く2番目に多い数字である。令和元年も増加している。
|                    | 全体件数 | ひま部が起因の件数 | 備考                              | 出典   |
| ------------------ | -------- | ------------------ | --------------------------------- | ------ |
| 平成28年（2016年） | 1736件   | 77件               | Twitter、ぎゃるる、LINEに続く件数 | [ 21 ] |
| 平成29年（2017年） | 1813件   | 181件              | Twitterに続き2番目の件数          | [ 18 ] |
| 平成30年（2018年） | 1811件   | 214件              | Twitterに続き2番目の件数          | [ 19 ] |
| 令和元年（2019年） | 2082件   | 307件              | Twitterに続き2番目の件数          | [ 20 ] |

### 児童ポルノ問題
ひま部の学生限定という特性上、学生以外の犯罪者の的になっており、日本国内のサービスではTwitterに続き2番目に児童ポルノが多いアプリになっており、平成30年（2018年）上半期だけでも94件発生している。